# Municipio de Bauska
El municipio de Bauskas (en Letón: Bauskas novads) es uno de los 36 municipios de Letonia, se encuentra localizado en el sur de dicho país báltico. Fue creado durante el año 2009 después de una reorganización territorial. La capital es la villa de Bauska.

## Subdivisiones
- Bauska (villa)
- Brunavas pagasts (zona rural)
- Ceraukstes pagasts (zona rural)
- Codes pagasts (zona rural)
- Dāviņu pagasts (zona rural)
- Gailīšu pagasts (zona rural)
- Īslīces pagasts (zona rural)
- Mežotnes pagasts (zona rural)
- Vecsaules pagasts (zona rural)

## Población y territorio
Su población se encuentra compuesta por un total de 28.421 personas (2009). La superficie de este municipio abarca una extensión de territorio de unos 784,9 kilómetros cuadrados. La densidad poblacional es de 36,21 habitantes por cada kilómetro cuadrado.